# Lambdina pellucidaria
Lambdina pellucidaria là một loài bướm đêm thuộc họ Geometridae. Nó được tìm thấy ở khu vực đông của Hoa Kỳ, from New York phía tây đến Illinois và phía nam đến Georgia.
Sải cánh dài khoảng 33 mm. Con trưởng thành bay từ tháng 3 đến tháng 6 tùy theo địa điểm.
The larva feed on thông đỏ, thông cứng và sồi.

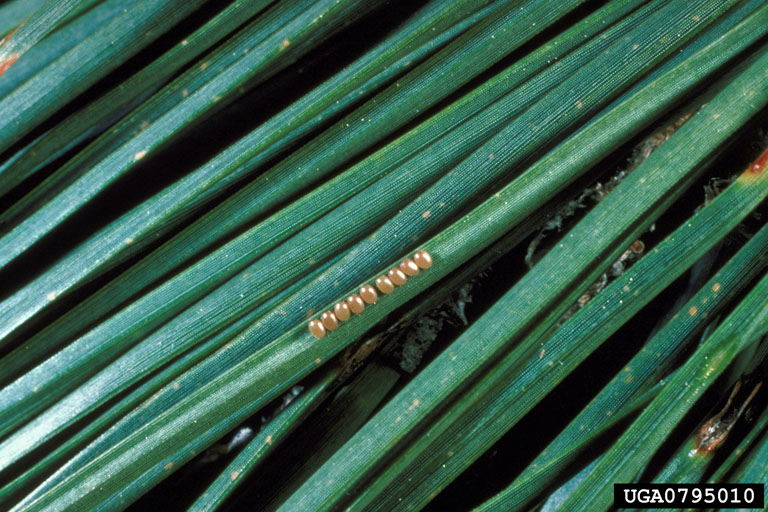
Eggs
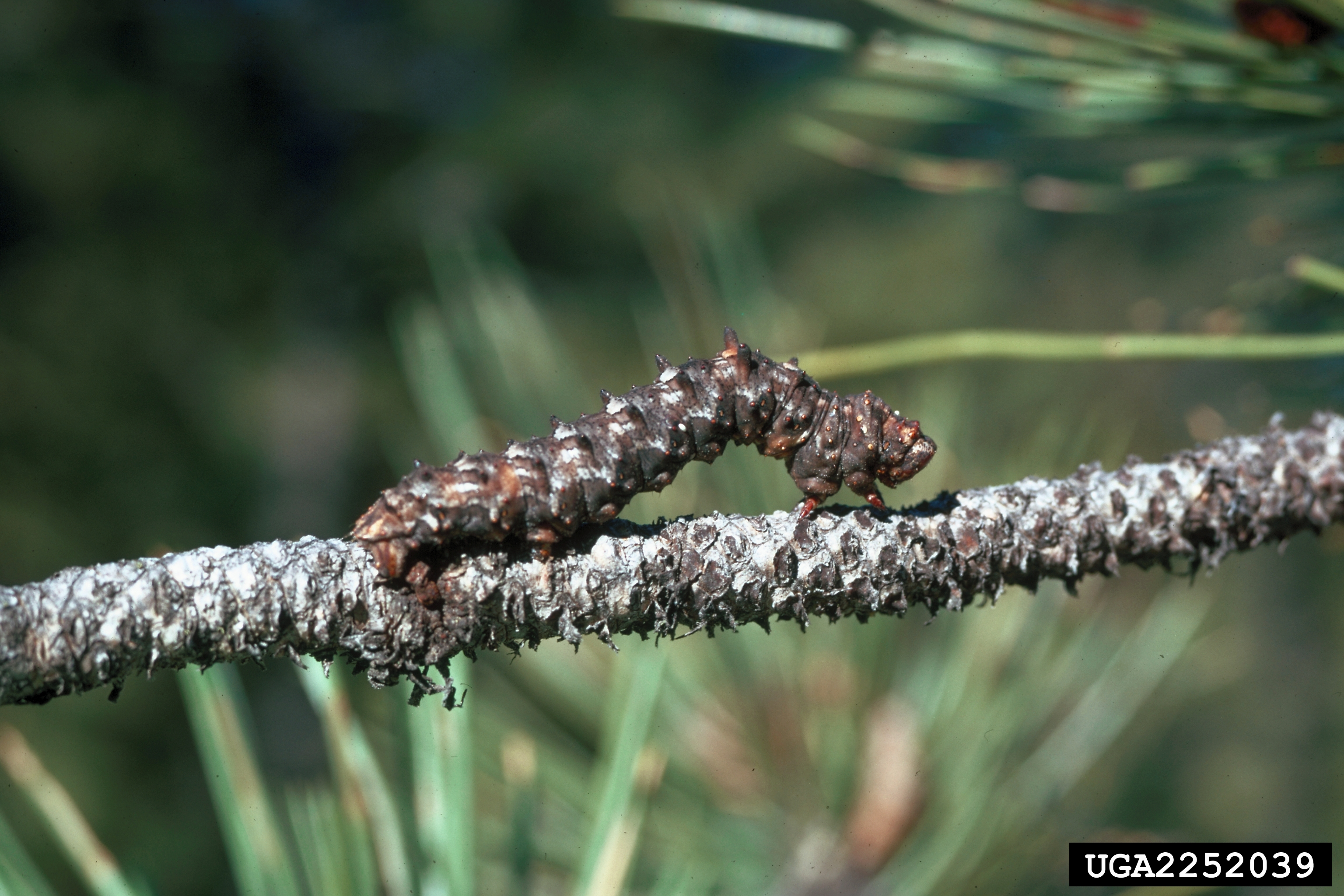
Caterpillar